# Tatra Trucks
Tatra Trucks a.s. er en tjekkisk køretøjsproducent. I dag fremstilles lastbiler, men historisk set er der på fabrikken også blevet fremstillet personbiler, busser og togvogne.

## Historie
Fabrikken, der er en af verdens ældste bilproducenter, blev grundlagt som Nesseldorfer Wagenbau-Fabriks-Gesellschaft af Ignác Šustala i 1850 i byen Kopřivnice, der dengang hed Nesseldorf i Mähren. Ved Tjekkoslovakiets dannelse i 1923 skiftede firmaet navn til Tatra efter Tatrabjergene
Selskabet var tidligere ejet 71% af amerikanske Terex Corporation.
Oprindeligt fremstillede Tatra togvogne, men i 1897 byggedes den første personbil i Centraleuropa – "Präsident" og i 1898 den første lastbil. Lastbilen der havde en nyttelast på 2,5 ton blev drevet af to Benz motorer.
Frem til 1998 fremstilledes personbiler i luksusklassen, men i dag produceres alene lastbiler.
Tatra lastbiler har 5 gange vundet Paris-Dakar Rally.

## Galleri
- Tatra 77a
- Tatra 87
- Tatra 603

## Modeller

### Personbiler
- Tatra V570
- Tatra 77
- Tatra 77a
- Tatra 87
- Tatra 97
- Tatra 107
- Tatra 603
- Tatra 600 Tatraplan
- Tatra 603
- Tatra 613
- Tatra 700

### Lastbiler
- Tatra TL 4
- Tatra 111
- Tatra 138
- Tatra 148
- Tatra 163
- Tatra 813
- Tatra 815